# 三木則平
三木則平（日语：／ Miki Norihei，1924年4月11日—1999年1月25日），昭和時期活躍的日本男演員、演出家、喜劇演員。本名田沼則子（たぬま ただし）。兒子（長男）小林則一跟父親一樣從事喜劇演員。

## 生平
1924年4月11日，三木則平在東京都中央區日本橋濱町出生（從東京府東京市日本橋區濱町併入後升格改名）。
1942年，他從（舊體制）日本大學第一中學校畢業之後。進入日本大學就讀法文學部藝術學科演劇科，此外跟他同期有電影科的小澤茂弘、沼田曜一。
1947年大學畢業之後。三木經歷過青山杉作研究所、俳優座，到帝劇所屬時期在《仲夏夜之夢》演過配角。可是卻在演戲的時候，不小心把已經點燃的蠟燭燒到自己的戲服，使舞台現場一片混亂，事發之後，他被青山圭男逐出。退出劇團之後，三木加入了三木雞郎主宰的劇團以繼續個人的演藝事業，並以喜劇演員為目標。後來，三木在接受三木雞郎的建議下取藝名叫「三木則子」。不過，當時「子」這個字在劇團印製節目表時被印刷廠人員誤植為「平」，結果他的藝名就這樣被記成「三木則平」。
在那之後，三木更進一步遵循小野田勇說「既然『則平』這兩個字無法完整讀寫出，我覺得你把『則』這個字改用平假名會比較好的喔」的這項建議，正式將藝名決定叫做。
在確定一輩子使用的藝名之後，三木除了上過NHK電台節目《週日娛樂版》之外，從此以日本劇場做為發展舞台事業的活動據點。1950年，三木以喜劇電影《無敵競輪王》（清水金一主演）正式出道。1954年，他與森繁久彌、三木鮎郎（三木雞郎的弟弟）等人組成喜劇組合「虻鉢座」之後受到外界的注目，並在1957年起與有島一郎搭檔參加「東寶音樂劇」而活躍。
1956年，三木與電影公司東寶訂立契約，成為該電影公司的專屬演員，同年上映的電影《平的三等亭主 愉快的家族》是他擔當主演的處女作。從此以後，三木與森繁久彌一起演過《社長系列》，及跟伴淳三郎、法蘭基堺等人一起演過《站前系列》等許多電影作品獲得了人氣，並成為三木他演藝生涯的代表作之一。並讓《社長系列》中的台詞成為當時的流行語。
三木從出道以來，其演技能力被外界以「明星是三船（敏郎），演員是（三木）平」如此這般的評語受到眾人廣泛的認可和讚賞。並與森繁、有島等人鞏固了日本喜劇演員的地位。
還有，三木自身也有當演出家的面相，因此曾經編導過許多部大眾向的戲劇作品。尤其眾所周知的是1981年搬上舞台公演、由森光子主演的舞台劇《放浪記》（即使在三木撒手人寰後再次進行公演時，工作人員表上的演出職稱仍還是掛著他的名字。但實際上該舞台劇的演出是由負責「演出補」的本間忠良擔任）。後來在1990年，由三木負責演出的《放浪記》、《雪之丞變化》這2部同時一起入圍菊田一夫演劇獎的大獎。1994年，《屋一葉》以高度的評價也入圍讀賣演劇大獎優秀演出家獎。而且，《放浪記》的主演者森光子一直到她2012年離世之前，把年紀比自己還要小的三木視為恩師以表示致敬，並說「我很感謝平老師」。
1999年1月25日，三木因肝膿瘍去世，享壽74（虛齡76）歲。同年1月31日，在東京都文京區的護國寺桂昌殿舉行告別式，葬儀委員長由親友森繁久彌、喪主則由三木的兒子小林則一擔任。出殯日當天，遺族請求參加者希望先幫三木穿上短褂，然後唱著木遣歌進行此流程。並將他生前喜歡的圓框眼镜，及方塊書還有《放浪記》的台詞本、競馬新聞報紙、香菸等等放入棺材內。

### 人物
1944年二次大戰爆發期間，從未去過區公所的三木有一次親自前往兵單是否寄來時，發現公所人員把他的本名「則子（ただし）」的日文讀音給記成，並且還因為名字的讀音誤把他當作是女生，結果公所人員才在這個時候進行確認及更正。於是，三木是在戰爭結束前5天正式收到兵單，兵單上面寫預定入伍的日期是在（日本無條件投降之後）8月18日。
由於三木的外貌和演技風格與同期的大村崑相似，故有時候會產生混淆，但因為大村的外貌實際上比三木稍稍可愛，所以兩人在演電視劇《頓馬天狗》的時候，三木在劇中則飾演大村的父親。就在此時，三木還將戴著「假鼻子眼鏡」的演藝形象讓給大村。
另外，三木的老家因為空襲被炸毀的這段期間，暫時寄住在熟友的家一起玩遊戲時，其賭性相當強烈。

#### 同名形象角色
1958年開始，大型食品企業桃屋推出了首部以三木本人作為同名形象角色登場的動畫廣告短片《助六篇》後，到1998年的《盗篇》為止，這40年來不間斷地推出了一系列以該形象角色為主角的廣告短片動畫，還有該角色的配音全部都由他本人擔任。1999年播出的動畫廣告短片《大根運命篇》開始，由於三木病故，因此該角色的配音交由他的長子、跟父親同樣從事喜劇演員的小林則一繼承。
另外，該形象角色後來另外在漫畫及改編電視動畫《烘焙王》作品主角比賽的對手中登場，同時桃屋的招牌商品「吃飯囉！（日语：！）」海苔醬也有在故事中出現。而配音則由青野武擔任。

### 逸事
1960年，三木與當時才只有15歲的演員吉永小百合兩人在進行拍攝時突然接吻，而這也成為吉永她在少女時期的初吻。
而志村健是在少年時期曾看三木主演的電影《雲之上團五郎一座》立志要成為喜劇演員。

## 演出

### 電影
- （1949年）
- （1950年）
- （1950年）
- （1952年）
- （1953年）
- （1954年）
- （1954年）
- 鶴龜先生（日语：鶴亀先生）（1954年）
- （1954年）
- （1954年）－書記
- 新鞍馬天狗 第二話 東寺的決鬥（1954年）
- （1955年）
- （1955年）
- （1955年）
- 警察日記（日语：警察日記）（1955年，日活）－町長
- 我沒有忘記（1955年）
- （1955年）
- 社長系列（日语：社長シリーズ）（東寶）
  - 私房錢社長（日语：へそくり社長）（1956年）－部長
  - 續私房錢社長（日语：続へそくり社長）（1956年）－經理部長
  - （1956年）－小島營業部長
  - 社長三代記（日语：社長三代記）（1958年）
  - 續·社長三代記（日语：続・社長三代記）（1958年）
  - 社長太平記（日语：社長太平記）（1959年）
  - 續·社長太平記（日语：続・社長太平記）（1959年）
  - 社長道中記（日语：社長道中記）（1961年）
  - 續·社長道中記（日语：続・社長道中記）（1961年）
  - 上班族清水港（日语：サラリーマン清水港）（1962年）
  - 續·上班族清水港（日语：続サラリーマン清水港）（1962年）
  - 社長洋行記（日语：社長洋行記）（1962年）
  - 續·社長洋行記（日语：続・社長洋行記）（1962年）
  - 社長漫遊記（日语：社長漫遊記）（1963年）
  - 續·社長漫遊記（日语：続・社長漫遊記）（1963年）
  - 社長外遊記（日语：社長外遊記）（1963年）
  - 續·社長外遊記（日语：続・社長外遊記）（1963年）
  - 社長紳士錄（日语：社長紳士録）（1964年）
  - 續·社長紳士錄（日语：続・社長紳士録）（1964年）
  - 社長忍法帖（日语：社長忍法帖）（1965年）
  - 續·社長忍法帖（日语：続・社長忍法帖）（1965年）
  - 社長行狀記（日语：社長行状記）（1966年）
  - 續·社長行狀記（日语：続・社長行状記）（1966年）
  - 社長千一夜（日语：社長千一夜）（1967年）
  - 續·社長千一夜（日语：続・社長千一夜）（1967年）
- 貓與庄造與兩個女人（日语：猫と庄造と二人のをんな）（1956年）－友川
- （1956年）
- 花嫁會議（日语：花嫁会議）（1956年）
- 益荒的派出夫會（1956年）
- 續·益荒的派出夫會 陪同真是辛苦啊（1956年）
- 則平的三等亭主 愉快的家族（1956年）
- 極樂大一座 滑稽誕生（1956年）
- （1956年）
- 續·海螺小姐（日语：続・サザエさん）（1957年）－伊佐阪難物
- 大學的武士們（日语：大学の侍たち）（1957年）
- 海螺小姐的青春（日语：サザエさんの青春）（1957年）－男
- 裸之大將（日语：裸の大将 (映画)）（1958年，東寶）－村民
- 孫悟空（日语：孫悟空 (1959年の映画)）（1959年）
- 日本誕生（1959年，東寶）－天兒屋命
- 海螺小姐的結婚（日语：サザエさんの結婚）（1959年）－三木東風
- 我比誰都愛錢（1961年）
- 追随我的天使（1961年，日活）
- 好人好日（日语：好人好日）（1961年，松竹電影）－小偷
- 南島雪降（日语：南の島に雪が降る）（1961年，東寶）－二木上等兵
- 今年之戀（日语：今年の恋）（1962年，松竹）－杉本老師
- 雲之上團五郎一座（日语：雲の上団五郎一座）（1962年）－仁木紀藏
- 忠臣藏 花之卷 雪之卷（1962年）－利兵衛
- 台所太平記（日语：台所太平記）（1963年）
- （1963年）
- 香華（日语：香華#映画）（1964年）
- 冷飯和廚娘和父親（日语：冷飯とおさんとちゃん）（1965年）
- 這就是青春！（日语：これが青春だ!）（1966年）
- 喜劇 競馬必勝法（日语：喜劇 競馬必勝法）（1967年）
- 頹敗集團（日语：スクラップ集団）（1968年）
- 漂流者！特訓特訓還是特訓（日语：ドリフターズですよ!特訓特訓また特訓）（1969年）
- 站前系列（日语：駅前シリーズ）（東寶）
  - 喜劇 站前茶釜（日语：喜劇 駅前茶釜）（1963年）
  - 喜劇 站前怪談（日语：喜劇 駅前怪談）（1964年）
  - 喜劇 站前音頭（日语：喜劇 駅前音頭）（1964年）
  - 喜劇 站前天神（日语：喜劇 駅前天神）（1964年）
  - 喜劇 站前大學（日语：喜劇 駅前大学）（1965年）
  - 喜劇 站前辯天（日语：喜劇 駅前弁天）（1966年）
  - 喜劇 站前漫畫（日语：喜劇 駅前漫画）（1966年）
  - 喜劇 站前番頭（日语：喜劇 駅前番頭）（1966年）
  - 喜劇 站前競馬（日语：喜劇 駅前競馬）（1966年）
  - 喜劇 站前滿貫（日语：喜劇 駅前満貫）（1967年）
  - 喜劇 站前探索（日语：喜劇 駅前探検）（1967年）
  - 喜劇 站前百年（日语：喜劇 駅前百年）（1967年）
  - 喜劇 站前棧橋（日语：喜劇 駅前桟橋）（1969年）
- 石坂浩二的金田一耕助系列（日语：石坂浩二の金田一耕助シリーズ）（東寶）
  - 犬神家一族（1976年）－柏屋的亭主
  - 惡魔的手毬歌（1977年）－野呂十兵衛
  - 獄門島（1977年）－床屋的清十郎
  - 女王蜂（日语：女王蜂 (1978年の映画)）（1978年）－嵐三朝
  - 醫院坡上吊的家（日语：病院坂の首縊りの家 (1979年の映画)）（1979年）－野呂十次
- 喜劇 百點滿點（日语：喜劇 百点満点）（1976年，東寶）－西原啓作
- 男人真命苦19 寅次郎與貴族（1977年，松竹）－吉田六郎太
- 夜叉池（日语：夜叉ヶ池 (戯曲)#映画）（1979年，松竹）－鯰入
- 翼神飛翔（日语：翔べイカロスの翼）（1980年，電影中心）－本人客串
- 地震列島（日语：地震列島）（1980年）
- 亂世浮生（日语：ええじゃないか）（1981年，松竹）－桝屋富衛門
- BLUE JEANS MEMORY（日语：ブルージーンズメモリー BLUE JEANS MEMORY）（1981年）
- 疑惑（1982年，松竹）－木下保
- （1982年）
- 楢山節考（1983年，今村Pro.）－鹽屋
- 火祭（日语：火まつり (映画)）（1985年，Cine Saison）－山川的哥哥
- 至於野蠻人（日语：野蛮人のように）（1985年）
- 愛打小算盤（日语：そろばんずく）（1986年）
- 八公物語（日语：ハチ公物語）（1987年）
- 女衒 ZEGEN（日语：女衒 ZEGEN）（1987年，今村Pro.）－朝長
- 優駿 ORACION（日语：優駿 (小説)）（1988年，富士電視台）－橫田獸醫
- （1988年）－小林
- 盲劍客：終極血戰（1989年，松竹） - 儀肋
- 黑雨（日语：黒い雨 (映画)）（1989年，今村Pro.）－好太郎
- 情義知多少（日语：あ・うん）（1989年，東寶電影）－陌生男性
- 宇宙的法則（日语：宇宙の法則）（1990年，ARCHE）
- Strawberry Road（日语：ストロベリー・ロード）（1991年，富士電視台）－段段畑的老人
- 終極教師（日语：はいすくーる仁義#実写作品）（1991年，大映）
- 修羅的傳說（日语：修羅の伝説）（1992年，東映）－笠部組組長笠部敏夫
- 詹姆士山之李蘭（1992年）
- 課長島耕作（1992年）
- 天使 我的歌就是你的歌（日语：エンジェル 僕の歌は君の歌）（1992年，東寶）
- （1994年）－早乙女組長
- （1994年，吉永尚之執導）
- 第2回阿欽影匣（日语：欽ちゃんのシネマジャック）（1994年）
- 新感官世界（日语：SADA〜戯作・阿部定の生涯）（1998年，松竹）
- 秘祭（日语：秘祭）（1998年，新城卓（日语：新城卓）事務所）

### 電視劇
朝日電視台
- 新·三等重役（日语：新・三等重役#NET（1959年）版）（1959年－1960年，NET電視台）
- 第9話「挑戰者」、第16回「製作鑽石的男人」（1962年，NET電視台）
- 達磨大助事件帳（日语：達磨大助事件帳） 第19話「地獄面孔的天使」（1978年，ANB）－御隱居
- （1995年，ANB）- 旁白

NHK
- 年少季節（日语：若い季節 (テレビドラマ)）（1961年－1964年）
- 大河劇（NHK）
  - 龍馬來了（1968年）－寢室等待的藤兵衛
  - 宛如飛翔（1990年）－新門辰五郎
  - 琉球之風（1993年）－高翔
- 男人要有膽量（日语：男は度胸）（1970年－1971年）
- （1973年）
- 日本巖窟王（日语：日本巌窟王）（1979年）－玄達
- （1987年）
- 週六電視劇（日语：土曜ドラマ (NHK)） 妻子啊（日语：妻よ）（1994年）
- 連續電視小說
  - 勇往直前！（日语：走らんか!）（1995年）－山崎源八郎
  - 鈴蘭（1999年）－中村千吉[注 1]
- 新·半七捕物帳 第3話「辯天娘」（1997年）

富士電視台
- 旅館花嫁（日语：花嫁のれん (1971年のテレビドラマ)）（1971年）
- 勇闖洛磯山（日语：ライスカレー (テレビドラマ)）（1986年）
- 裸之大將放浪記（日语：裸の大将放浪記） 第9話（1982年，關西電視台）－親玉
- 美好的家族旅行（日语：素晴らしき家族旅行）（1996年）

TBS
- 水戶黃門 第14部 第32話（1984年6月4日，與C.A.L（日语：C.A.L）共同製作）－伊丹的庄助
- 向田邦子新春系列
  - （1988年）－伯父
  - 空之羊（1997年）－金屬首飾工匠師傅
- 孩子王來了（日语：ガキ大将がやってきた）（1987年）
- 我想成為貝殼（1994年）
- 松本清張電視劇特輯 夜光的階梯（1983年，MBS、TELEPACK（日语：テレパック））－桑山檢察官

其它電視台
- 圍裙阿嬤（日语：エプロンおばさん#日本テレビ版） 第20話「初孫騷動之卷」（1963年，日本電視台）
- 三婆'92（日语：三婆#テレビドラマ）（1992年，東京電視台）

### 電影動畫（配音）
- 河童三平（1993年，日活）－源爺爺
- 平成狸合戰（1994年，東寶）－青左衛門

### 廣告
- 桃屋（日语：桃屋）（1958年－1998年）[注 2]
- 阿左開瑞鳳「高級清酒 阿左開」（1970年代前半）
- 公共廣告機構（今改名：JAPAN）（日语：ACジャパン） （1988年）－旁白

## 飾演三木的演員和作品
- 小松和重（日语：小松和重）－「小荳荳電視台」（2016年，NHK）

## 著書
- （1973年，Green Arrow Books，Green Arrow出版社（日语：青泉社））
- （1999年，小田豐二（日语：小田豊二）聽聞、撰寫，小學館 → 文庫版：2002年，小學館文庫）

## 外部連結
- 三木則平 （页面存档备份，存于） （日語）－allcinema（日语：allcinema）
- 三木則平 （页面存档备份，存于） （日語）－日本電影製作者聯盟（日语：日本映画製作者連盟）
- 三木則平 （页面存档备份，存于） （日語）－日本電影資料庫
- 三木則平 （日語）－文化廳日本電影情報系統
- 三木則平 （页面存档备份，存于） （日語）－KINENOTE（日语：キネマ旬報映画データベース）
- Norihei Miki在互联网电影资料库（IMDb）上的資料（英文）
- 三木則平 - Movie Walker（页面存档备份，存于） （日語）
- 三木則平 - 電視劇人名錄 - ◇電視劇檔案資料庫◇ （日語）
- （日語）－株式會社桃屋（日语：桃屋）為三木則平專設的紀念網站。
- 數位版 日本人名大辭典+Plus『三木則平 （页面存档备份，存于）』 （日語）－Kotobank
- 三木則平（页面存档备份，存于） （日語）－NHK人物錄（日语：NHK人物録）